# 2020年東京オリンピックのマーシャル諸島選手団
2020年東京オリンピックのマーシャル諸島選手団は、2021年7月23日から8月8日まで日本の東京で開催された2020年東京オリンピックのマーシャル諸島選手団の名簿。

## 選手団
- 人員: 選手 2人
- 開会式旗手: フィリップ・キノノ、コリーン・ファージソン
- 閉会式旗手:（ボランティア）

## 種目別選手・スタッフ名簿及び成績

### 競泳
| 選手                   | 種目           | 予選   | 予選 | 準決勝   | 準決勝   | 決勝     | 決勝     |
| 選手                   | 種目           | 結果   | 順位 | 結果     | 順位     | 結果     | 順位     |
| ---------------------- | -------------- | ------ | ---- | -------- | -------- | -------- | -------- |
| フィリップ・キノノ     | 男子50m自由形  | 27秒86 | 70位 | 予選敗退 | 予選敗退 | 予選敗退 | 予選敗退 |
| コリーン・ファージソン | 女子100m自由形 | 58秒71 | 44位 | 予選敗退 | 予選敗退 | 予選敗退 | 予選敗退 |